# Micropoecilia
 Micropoecilia és un gènere de peixos de la família dels pecílids i de l'ordre dels ciprinodontiformes.

## Taxonomia
- Micropoecilia bifurca (Eigenmann, 1909)
- Micropoecilia branneri (Eigenmann, 1894)
- Micropoecilia minima (Costa & Sarraf, 1997)
- Micropoecilia parae (Eigenmann, 1894)
- Micropoecilia picta (Regan, 1913)[1][2][3][4][5]